# Televizier (equipo ciclista)

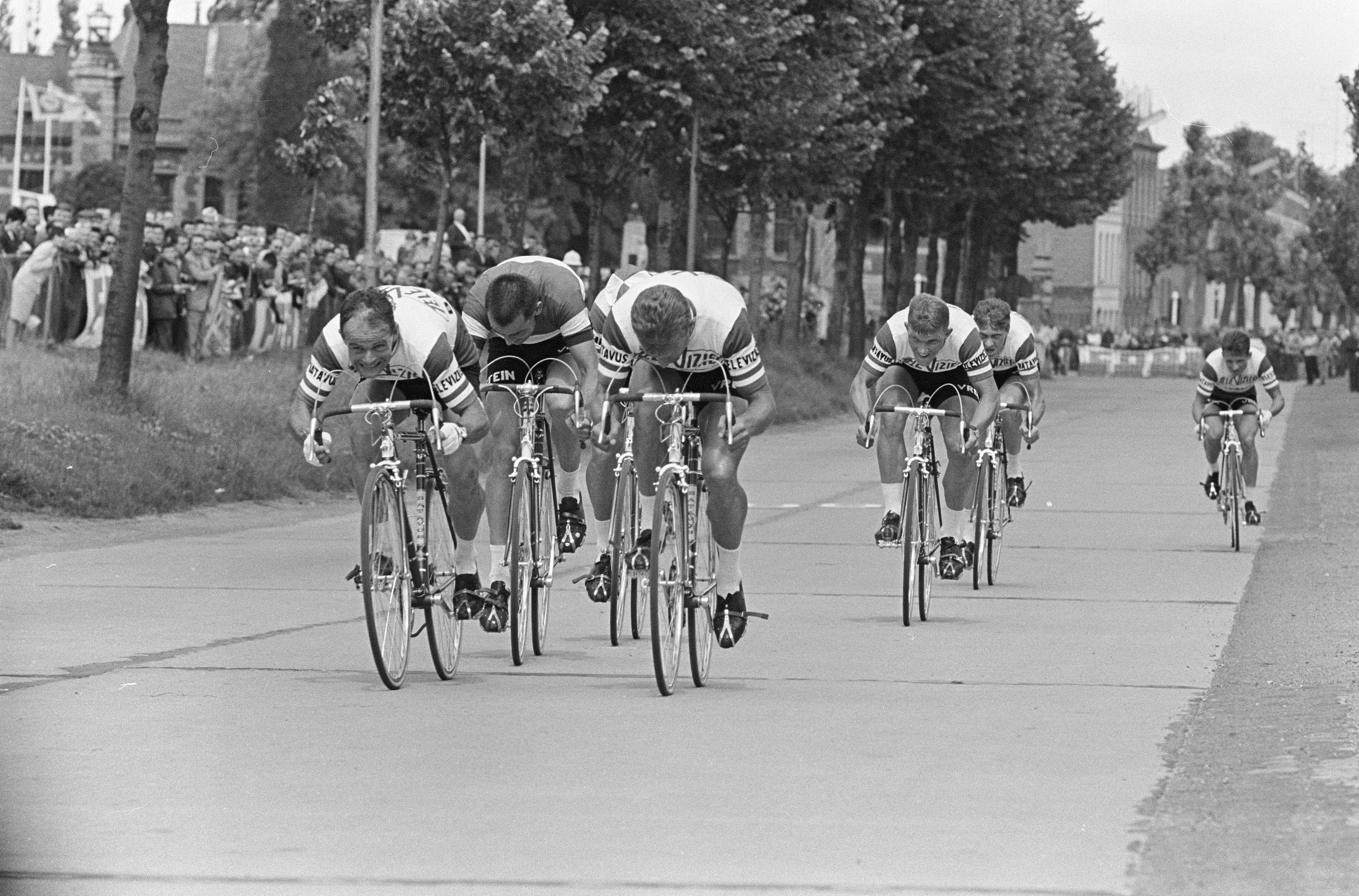
El equipo Televizier a la contrarreloj por equipos del Tour de Francia de 1966

El equipo Televizier fue un equipo ciclista neerlandés, que compitió profesionalmente entre el 1964 y el 1967 y estuvo dirigido por Kees Pellenaars. Anteriormente, el 1961, existió un equipo Televizier que participó en la Vuelta a los Países Bajos.
Entre sus ciclistas destacaron Jo De Roo y Gerben Karstens.

## Principales victorias
- A través de Flandes: Piet van Est (1964)
- Tour de Flandes: Gerben Karstens (1965)
- París-Tours: Gerben Karstens (1965)
- Gran Premio del 1 de Mayo: Bart Zoet (1965)
- Omloop Het Volk: Jo De Roo (1966)
- Gran Premio de la Villa de Zottegem: Jo De Roo (1966)
- Circuito del País de Waes: Rik Wouters (1966)
- Premio Nacional de Clausura: Henk Nijdam (1966)

### A las grandes vueltas
- Tour de Francia:[1]
  - 3 participaciones ( 1964, 1965, 1966)
  - 8 victorias de etapa :
    - 1 el 1964: Henk Nijdam
    - 3 el 1965: Cees van Espen, Jo De Roo, Gerben Karstens
    - 4 el 1966: Gerben Karstens (2), Jo De Roo, Henk Nijdam

  - 0 clasificación final:
  - 0 clasificación secundaria:

- Giro de Italia
  - 0 participaciones

- Vuelta a España
  - 2 participaciones (1966 y 1967)
  - 17 victorias de etapas :
    - 9 el 1966: Jo De Roo, Cees Haast (2), Henk Nijdam (3), Gerben Karstens (3), Jos Van Der Vleuten
    - 8 el 1967: Evert Dolman, Gerben Karstens (4), Jan Harings, Henk Nijdam, Jos van der Vleuten

  - 1 clasificación secundaria:
    - Clasificación por puntos: Jos van der Vleuten (1966)

## Composición del equipo

### 1961
| Integrantes del equipo 1961 | Integrantes del equipo 1961 | Integrantes del equipo 1961 | Integrantes del equipo 1961 |
| Corredor                    | Fecha de nacimiento         | Equipo previo               |                             |
| --------------------------- | --------------------------- | --------------------------- | --------------------------- |
| Gerrit Lentelink            | 17 de marzo de 1932         |                             |                             |
| Theo Sijthoff               | 6 de febrero de 1937        |                             |                             |
| Mik Snijder                 | 6 de febrero de 1931        |                             |                             |
| Joop Van de Putten          | 22 de septiembre de 1935    |                             |                             |
| Ab van Egmond               | 25 de agosto de 1938        |                             |                             |
| Wim Van Est                 | 25 de marzo de 1923         |                             |                             |
|                             |                             |                             |                             |
| Fuente: UCI                 |                             |                             |                             |

Nota: Gerrit Lentelink
Nota: Theo Sijthoff
Nota: Mik Snijder
Nota: Joop Van de Putten
Nota: Ab van Egmond
Nota: Wim Van Est